# Paul Zaloom
Paul Finley Zaloom (Garden City, Long Island, 14 de dezembro de 1951) é um ator, comediante, humorista e diretor norte-americano, mais conhecido por ter interpretado o personagem Beakman no programa O Mundo de Beakman.
Embora seja amplamente associado à ciência por interpretar o personagem "Beakman" no programa O Mundo de Beakman, Paul Zaloom, na verdade, não possui formação na área científica.

## Biografia

### Vida pessoal
Paul Zaloom é homossexual e tem uma filha, Amanda Israel Finley, com sua ex-esposa Jayne Israel.[carece de fontes?]